# 伊凡亞歷山大角

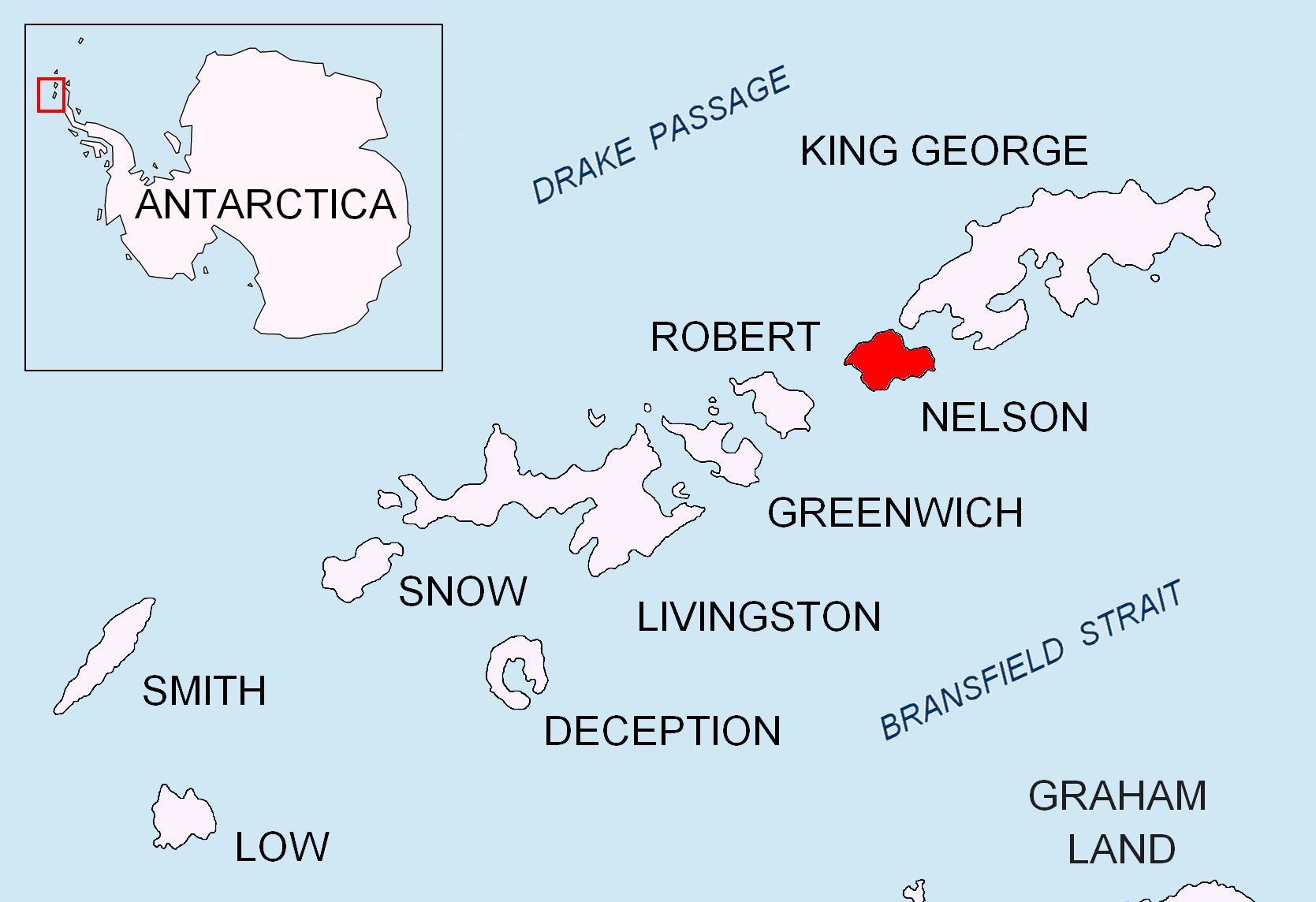

伊凡亞歷山大角（英語：Ivan Alexander Point），是南極洲的海岬，位於南設得蘭群島的納爾遜島東南岸，處於羅斯角以東7.34公里、迪圖瓦角西南面8.64公里、斯拉沃廷角西南面4.17公里和格雷斯岩東北面1.73公里，現時由南極條約體系管理。